# Ледничники

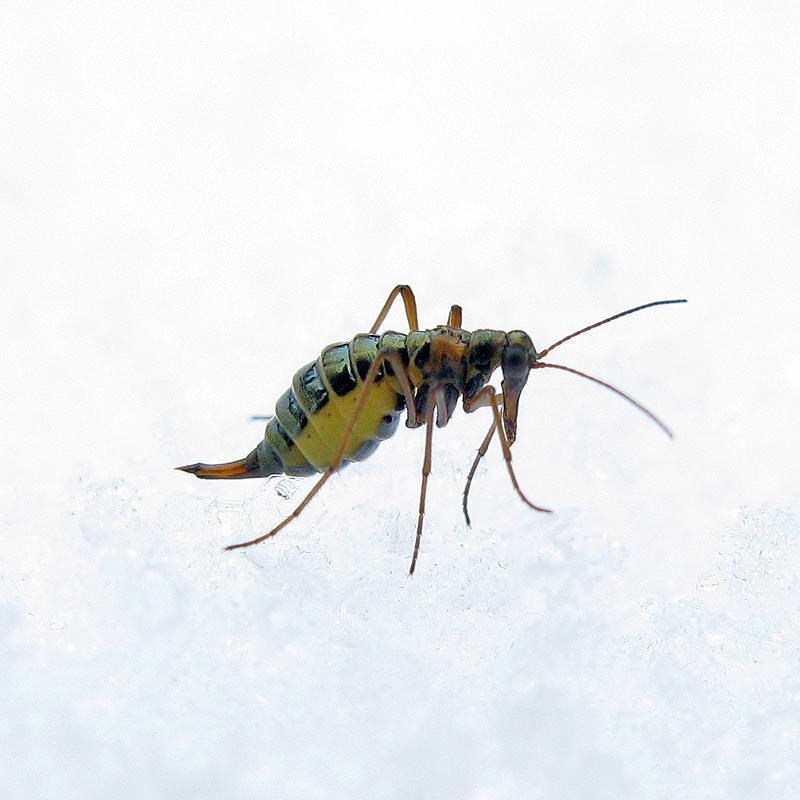
Самка ледничника Boreus westwoodi

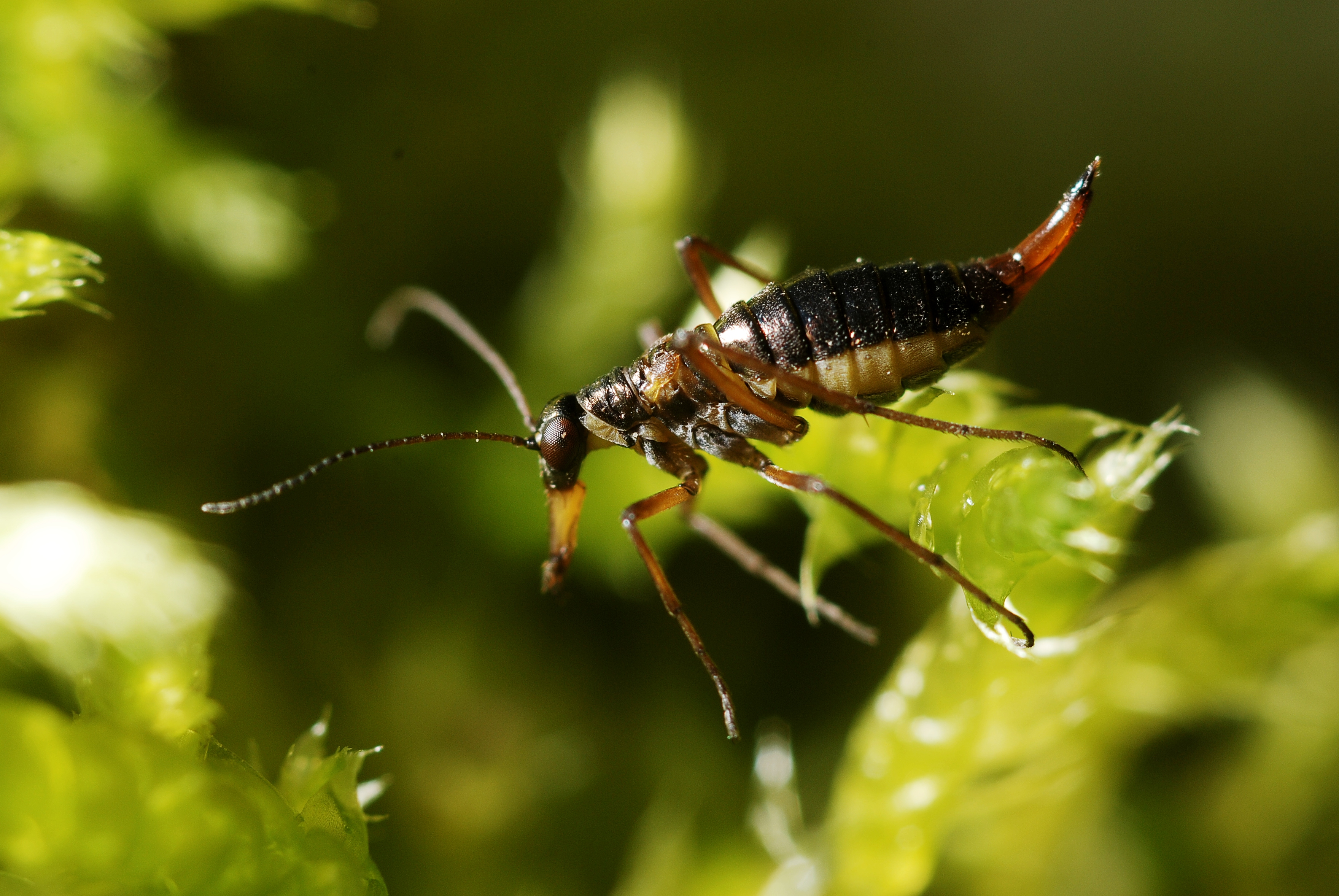
Самка ледничника Boreus hyemalis

Ледничники, или бореиды (лат. Boreidae) — немногочисленное семейство насекомых из отряда скорпионниц, насчитывающее около 30 видов. Все виды бореальные и встречаются на высоких точках в Северном полушарии. Последние исследования показали, что ледничники более родственны блохам, чем другим скорпионницам. Древнейшие ледничники были найдены в верхней юре Монголии.

## Описание
Длина тела 2—6 мм. Клювообразно вытянутая голова имеет грызущий ротовой аппарат. Крылья у самок полностью редуцированы, у самцов — зачаточны. Передвигаются подпрыгивая, наподобие некоторых пауков и ногохвосток. Появляются в оттепель на снегу вблизи мест, покрытых мхами, которыми питаются как имаго, так и личинки. Погибают при повышении температуры до такой, которая оптимальна для большинства других насекомых.

## Развитие
Личинка генерирует 2 года, осенью окукливается. Перед началом зимы появляются взрослые ледничники.

## Охрана
Один вид включён в Красную книгу Ленинградской области (Boreus westwoodi Hagen, 1866).

## Хромосомы
Гаплоидный набор хромосом у исследованных видов варьирует от 9 (H. notoperates) до 14 (B. hyemalis) (Penny, 1977: pp.149—150).

## Систематика
- Boreus Latreille, 1816
  - Boreus beybienkoi Peshev, 1962 (Киргизия)
  - Boreus borealis Banks, 1923 (Аляска)
  - Boreus brumalis Fitch, 1847 (США, Канада)
  - Boreus californicus Packard, 1870 (США, Канада)
  - Boreus chadzhigireji Pliginsky, 1914 (Украина)
  - Boreus coloradensis Byers, 1955 (США)[10]
  - Boreus elegans Carpenter, 1935 (США, Канада)
  - Boreus hyemalis (Linnaeus, 1767) (Европа)
  - Boreus intermedius Lloyd, 1934 (Аляска)
  - Boreus jacutensis Plutenko, 1984 (Россия)
  - Boreus jezoensis Hori & Morimoto, 1996 (Япония)
  - Boreus kratochvili Mayer, 1938 (Чехословакия)
  - Boreus lokayi Klapálek, 1901 (Румыния)
  - Boreus navasi Pliginsky, 1914 (Украина)
  - Boreus nivoriundus Fitch, 1847 (США)
  - Boreus nix Carpenter, 1935 (США, Канада)
  - Boreus orientalis Martynova, 1954 (Дальний Восток России)
  - Boreus pilosus Carpenter, 1935 (США, Канада)
  - Boreus reductus Carpenter, 1933 (США, Канада)
  - Boreus semenovi Pliginsky, 1930 (Дальний Восток России)
  - Boreus sjoestedti Navás, 1925 (Камчатский полуостров)
  - Boreus tardokijanensis Plutenko, 1985 (Россия)
  - Boreus vlasovi Martynova, 1954 (Туркменистан, Таджикистан)
  - Boreus westwoodi Hagen, 1866 (Европа)
- Caurinus Russell, 1979[11]
  - Caurinus dectes Russell, 1979 (Орегон)
- Hesperoboreus Penny, 1977
  - Hesperoboreus brevicaudus (Byers, 1961) (США)
  - Hesperoboreus notoperates (Cooper, 1972) (Калифорния)